# Leptochloa mucronata
Leptochloa mucronata là một loài thực vật có hoa trong họ Hòa thảo. Loài này được (Michx.) Kunth mô tả khoa học đầu tiên năm 1829.